# 蘇昌
苏昌（？-1768年），伊尔根觉罗氏，满洲正蓝旗人。历任奉天府尹、广东巡抚、两广、湖广、闽浙总督、代理工部尚书等职。

## 生平
苏昌为都统满丕之孙。康熙五十九年（1720年），自监生考取内阁中书，升任侍读，后考选浙江道御史。乾隆元年（1736年），苏昌奉命巡察吉林，奏言，“船厂、宁古塔、三姓、白都讷、阿尔楚喀等处满官不知律例，讼案稽延累民，请自京师遣官往理。”三年（1738年），转为礼科给事中，屡次升迁至至奉天府尹。十一年（1746年），奉天发水，苏昌请设厂四乡，增赈灾官吏所用之公费，又请朝廷禁止游民往来奉天等处。
十四年（1749年），升任广东巡抚，十六年（1751年），代理两广总督。时任广西巡抚舒辂请于思陵土州沿边种竻竹，杜绝私越，土司头目因惧怕土地被占而起争端。苏昌因此奏报朝廷请求更正，乾隆帝责备舒辂轻率，终止了这一提议。苏昌同时上奏，“琼州海外瘠区，贫民生计艰难，有可垦荒地二百五十馀顷，请招民开垦，免其升科。”也被乾隆帝准许。此后，苏昌奉召来京，十九年（1754年），授吏部侍郎。
二十四年（1759年），苏昌代理工部尚书，授湖广总督。在籍御史孙绍基称与按察使沈作朋此前为同僚，沈因此向其索贿。苏昌劾奏抵罪，并请定回籍之员与在职官员交结而进行处分，苏昌同时弹劾湖北巡抚周琬“乖张掩饰”，乾隆帝将苏昌调往两广，命继任总督爱必达察周琬。爱必达发现周琬隐匿灾情、徇私庇护违法官员，被夺官，发往巴里坤戍边。苏昌到广东后又弹劾碣石总兵王陈荣贪黩，王被夺官后依律处置，朝廷加苏昌为太子太保。二十九年（1764年），苏昌奏言，“广东产米不敷民食，宜多贮社谷，以补常平不足。请嗣后息谷统存州县备赈，免其变价。”获准。苏昌在两广任上，某有势力之家杀害别人的母亲还诬陷其子，案犯本已勾决等待被处以死刑。苏昌怀疑其中有冤情，亲自审案，查实确有冤情，上疏自请处罚，获得乾隆帝奖谕，将制造冤情的知县绳之于法，苏昌因此获得了当时舆论的好评 　。
同年，苏昌调任闽浙总督。苏昌先前在两广推荐的盐运使王概被揭发贪赃行为，由吏部商议如何处罚。御史罗暹春因此弹劾苏昌徇私糊涂，没有能力节制海疆。乾隆帝说道：“苏昌不能辞失察之咎。节制海疆，乃朕所简用，非御史所宜言。”当时苏昌疏劾知县刘绍汜，已下刑部商议如何处置。乾隆帝考虑到罗暹春与刘绍汜为江西同乡，怀疑暹春为此弹劾苏昌，将其改主事，命苏昌留任。三十年（1765年），台湾淡水原住民起事，焚烧鲎壳庄，百姓死五十余人。苏昌召按察使余文仪会同台湾总兵督兵平定。三十三年（1768年），入京朝见，同年病卒，谥恪勤。
苏昌之子富纲，官至云贵总督。

## 引注
1. 1 2  赵尔巽等 1998，第10607頁
2. 1 2 3 4 5 6 7 8 9 10 11 12  赵尔巽等 1998，第10608頁
3. ↑  赵尔巽等 1998，第10609頁“苏昌在两广，有巨室横毙人母，诬其子，狱久具，勾决本已下。苏昌疑其冤， 亲鞫之，得实，疏自劾，上奖谕之，寘知县於法，时论称焉。”
4. ↑   袁枚[子不语]: “福建莆田王监生，素豪横，见田邻张妪田五亩，欲取成方，造伪契，贿县令某，断为己有。张妪无奈何，以田与之，然中心忿然，日骂其门。王不能堪，买嘱邻人殴杀妪，而召其子视之；即缚之，诬为子杀其母，擒以鸣官。众证确凿，子不胜毒刑，遂诬伏。将请王命，登时凌迟矣。总督苏昌闻而疑之，以为子纵不孝，殴母当在其家，不当在田野间众人属目之地。且遍体鳞伤，子殴母，必不至此。乃檄福、泉二知府，会鞫于省中城隍庙。两知府各有成见，仍照前拟定罪。其子受绑将出庙门，大呼曰：“城隍！城隍！我一家奇冤极枉，而神全无灵响，何以享人间血食哉？”语毕，庙之西厢突然倾倒。当事者犹以庙柱素朽，不甚介意。甫牵出庙，则两泥皂隶忽移而前，以两梃夹叉之，人不能过。于是观者大噪，两府亦悚然重鞫，始白其子冤，而置王监生于法。”
5. 1 2 3 4 5 6  赵尔巽等 1998，第10609頁

## 延伸阅读
[在维基数据编辑]
 《清史稿·卷309》，出自趙爾巽《清史稿》
 《清史稿·卷309》